# 웨어 레벨링
웨어 레벨링(wear leveling)은 솔리드 스테이트 드라이브(SSD) 및 USB 플래시 드라이브에 사용되는 플래시 메모리와 같은 지울 수 있는 컴퓨터 저장 매체의 서비스 수명을 연장하는 기술이다. 이러한 메모리 시스템에는 다양한 수준의 수명 향상을 제공하는 여러 가지 마모 평준화 메커니즘이 있다.
PWL(preemptive wear leveling)이라는 용어는 웨스턴 디지털에서 오디오 및 비디오 데이터 저장용으로 설계된 하드 디스크 드라이브(HDD)에 사용되는 보존 기술을 설명하는 데 사용되었다. 그러나 이 문서의 맥락에서 HDD는 일반적으로 웨어 레벨링의 영향을 받는 장치가 아니다.

## 이론
EEPROM 및 플래시 메모리 미디어에는 개별적으로 지울 수 있는 세그먼트가 있으며, 각각은 신뢰할 수 없게 되기 전에 제한된 수의 삭제 주기를 거칠 수 있다. 이는 일반적으로 약 3,000/5,000주기이지만 많은 플래시 장치에는 플래시 메모리 컨트롤러에서 세그먼트 전체의 데이터 이동 및 마모를 추적하는 데 사용할 수 있는 100,000주기의 특별히 확장된 수명을 가진 하나의 블록이 있다. CD-RW 및 DVD-RW와 같은 지울 수 있는 광학 미디어의 정격은 최대 1,000사이클(DVD-RAM 미디어의 경우 100,000사이클)이다.
웨어 레벨링은 삭제 및 다시 쓰기가 매체 전체에 고르게 분산되도록 데이터를 정렬하여 이러한 제한 사항을 해결하려고 시도한다. 이러한 방식으로 높은 쓰기 주기 집중으로 인해 단일 삭제 블록이 조기에 실패하지 않는다. 플래시 메모리에서 칩의 단일 블록은 다른 블록보다 긴 수명을 갖도록 설계되어 메모리 컨트롤러가 손상 가능성을 줄이면서 작동 데이터를 저장할 수 있다.
FAT, UFS, HFS/HFS+, EXT 및 NTFS와 같은 기존 파일 시스템은 원래 자기 디스크용으로 설계되었으므로 많은 데이터 구조(예: 디렉터리)를 동일한 영역에 반복적으로 다시 작성한다. 이러한 시스템을 플래시 메모리 미디어에 사용하면 문제가 된다. 일부 파일 시스템이 마지막 액세스 시간을 추적하여 파일 메타데이터가 지속적으로 제자리에 다시 작성될 수 있다는 사실로 인해 문제가 더욱 악화된다.

## 같이 보기
- 플래시 파일 시스템